# Nolensville
Nolensville – miasto w Stanach Zjednoczonych, w stanie Tennessee, w hrabstwie Williamson.